# Dropbox
Dropbox是美国的网盘公司。2007年5月，麻省理工学院学生德魯·休斯頓和阿拉什·費道斯创立此公司，时名Evenflow, Inc.，于2009年10月更名为Dropbox，总部位于美国加利福尼亚州旧金山。
Dropbox通过免费增值模式营运，提供线上存储服务，通过云计算实现互联网文件同步，用户可以存储并共享文件和文件夹。在云存储领域的竞争对手包括谷歌公司的Google Drive、微软公司的OneDrive和亚马逊公司的AWS等。
Dropbox于2018年3月23日在美国纳斯达克上市交易，股票代码是DBX，发行3600万股股票，发行价21美元。Dropbox在2017年营业收入11.1亿美元，注册用户超过5亿，净亏损1.117亿美元。

## 功能
Dropbox通过免费增值模式盈利，超过90%的收入来自个人用户购买订阅。免费用户提供2GB容量，可邀請他人加入获得额外空间。
用户可以通过Dropbox桌面應用軟件同步到雲端，也可以通过网页浏览器来手工上传文件。支持恢复历史纪录，即使文件被删，也可以从任何一个同步计算机中得以恢复。用户可通过版本控制使得多人参与编辑、发布文件，版本纪录历史仅限于30天，付费可以实现无限版本纪录，即"Pack-Rat"。
为节省带宽和时间，版本纪录使用差分编码技术。当用户Dropbox文件夹中的文件发生变化后，Dropbox只上传改变的文件部分，并实施同步。由桌面客户端对单个文件大小不作限制，网站上传的大小上限300MB。Dropbox使用亚马逊的S3存储系统来存放文件，并采用SoftLayer技术来構建后端的基础设施。Dropbox创业初期获得了Y Combinator和紅杉資本（Sequoia Capital）兩家創投公司的种子基金。
2012年11月，Dropbox 用户突破1亿；2013年11月，Dropbox 用户突破 2 亿；2014年5月，Dropbox用户突破3亿；2015年6月，Dropbox用户突破4亿。2017年末，Dropbox注册用户5亿人，营收为11.1亿美元，自由支配现金流为 3.3亿美元。
2015年10月15日，Dropbox发布了Dropbox Paper文件协同编辑服务。
2019上半年，Dropbox 推出了一項新的服務「Dropbox Transfer」，其功能有別於將檔案儲存在你自己的 Dropbox 帳號當中，而是讓你可以在上傳檔案之後，將檔案以連結的方式，分享給其他人觀看、下載。

## 收购
Dropbox通过收购迅速扩大规模并积累技术储备，以云存储为基础，收购垂直领域的SaaS级服务。已经收购超过20家初创企业。
2014年5月，Dropbox宣布收购照片技术开发商Bubbli。Bubbli开发了一些新颖的方式将3D技术与传统的2D照片查看方式融合到一起。
2019年1月，Dropbox以2.3亿美元现金收购电子签名公司HelloSign，这将扩大其工作流程相关产品组合。

## 安全
Dropbox同步采用SSL传输数据，而存储则通过AES-256进行加密。
2019年12月，Windows版Dropbox客户端软件被曝光安全漏洞，黑客可取的Windows权限以执行任意程式。
2010年5月10日，中国大陆封锁了Dropbox，包括IP封鎖和網址關鍵字過濾。2014年2月，Dropbox恢复使用，但2014年6月中旬，Dropbox被列入DNS污染。

## 主要競爭對手比較
| 產品名稱           | Google Drive          | OneDrive | Dropbox                                              | Apple iCloud Drive        | ASUS WebStorage             | Box Drive                                                   | 百度网盘                               |
| ------------------ | --------------------- | --- | ---------------------------------------------------- | ------------------------- | --------------------------- | ----------------------------------------------------------- | -------------------------------------- |
| 永久免費儲存空間   | 15GB                  | 5GB (邀請朋友可獲得0.5GB，最高10GB)                                                                                                | 2GB (邀請朋友可獲得0.5GB，最高16GB)                  | 5GB                       | 5GB                         | 10GB                                                        | 2TB                                    |
| 收費方案儲存空間   | - 100GB - 200GB - 2TB | - 100GB (部分地区可购买) - 1TB（附带Office 365個人版） - 6TB（附带Office 365家庭版） - 1TB（商业版，每位员工 1 TB） - 無限制商務用 | - 1TB升級版 - 2TB團隊版                              | - 50GB - 200GB - 2TB      | - 200GB - 2TB - 5TB         | - 100G個人版 - 100G商業版 - 無限制商業版 - 125G - 1TB專業版 | - 5TB                                  |
| 最大上傳大小       | 5GB                   | 100GB | 300MB（透過瀏覽器上傳） 大小不限（透過應用程式上傳） | 15GB                      | 免費帳號500MB 付費帳號10GB  | 免費帳號2GB 付費帳號5GB                                     | 免費帳號4GB 会员帳號20GB               |
| 電腦應用程式       | Windows, Mac          | Windows, Mac | Windows, Mac, Linux                                  | Windows, Mac              | Windows, Mac, Linux         | Windows, Mac                                                | Windows, Mac, Linux                    |
| 行動應用程式       | Android, iOS          | Android, iOS, Windows Phone | Android, iOS, Windows Phone, BlackBerry              | iOS                       | Android, iOS, Windows Phone | Android, iOS, Windows Phone, BlackBerry                     | Android, iOS, Windows Phone,Harmony OS |
| 網頁版線上編輯     | 支持 （Google文件）   | 支持 （Microsoft Office） | 支持                                                 | 支持 （iWork for iCloud） | 不支持                      | 支持                                                        | 不支持                                 |
| 應用程式版線上編輯 | 支持                  | 支持 | 支持                                                 | 支持                      | 支持                        | 支持                                                        | 不支持                                 |
| 檔案協同編輯       | 支持Google文件        | 支持微軟Office | 支持微軟Office                                       | 不支持                    | 不支持                      | 支持微軟Office                                              | 不支持                                 |
| 線上管理           | 支持                  | 支持 | 支持                                                 | 支持                      | 支持                        | 支持                                                        | 支持                                   |
| 中文               | 有                    | 有 | 有                                                   | 有                        | 有                          | 有                                                          | 有                                     |
| 網址               | Google Drive          | OneDrive | Dropbox                                              | iCloud                    | ASUS WebStorage             | Box Drive                                                   | 百度网盘                               |

## 類似服務
- Mega
- ASUS WebStorage
- SugarSync
- Ubuntu One
- iCloud
- 快盘